# Liste der Kulturdenkmale in Bischofroda
Die Liste der Kulturdenkmale in Bischofroda umfasst die als Ensembles, Straßenzüge und Einzeldenkmale erfassten Kulturdenkmale in der thüringischen Gemeinde Bischofroda im Wartburgkreis.
Die Angaben in der Liste ersetzen nicht die rechtsverbindliche Auskunft der zuständigen Denkmalschutzbehörde.

## Legende
- Bild: zeigt ein Bild des Kulturdenkmals und gegebenenfalls einen Link zu weiteren Fotos des Kulturdenkmals im Medienarchiv Wikimedia Commons
- Bezeichnung: Name, Bezeichnung oder die Art des Kulturdenkmals
- Lage: Wenn vorhanden Straßenname und Hausnummer des Kulturdenkmals; Grundsortierung der Liste erfolgt nach dieser Adresse. Der Link Karte führt zu verschiedenen Kartendarstellungen und nennt die Koordinaten des Kulturdenkmals.
 Kartenansicht, um Koordinaten zu setzen – in dieser Kartenansicht sind Kulturdenkmale ohne Koordinaten mit einem roten bzw. orangen Marker dargestellt und können in der Karte gesetzt werden. Kulturdenkmale ohne Bild sind mit einem blauen bzw. roten Marker gekennzeichnet, Kulturdenkmale mit Bild mit einem grünen bzw. orangen Marker.
- Datierung: gibt das Jahr der Fertigstellung beziehungsweise das Datum der Erstnennung oder den Zeitraum der Errichtung an
- Beschreibung: bauliche und geschichtliche Einzelheiten des Kulturdenkmals, vorzugsweise die Denkmaleigenschaften
- ID: Die ID identifiziert das Kulturdenkmal eindeutig. In Thüringen sind aktuell keine IDs veröffentlicht. In der ID-Spalte kann sich auch folgendes Icon  befinden, dies führt zu Angaben zu diesem Kulturdenkmal bei Wikidata.

## Ensembles
| Bild | Bezeichnung                    | Lage | Datierung | Beschreibung | ID |
| ---- | ------------------------------ | --- | --------- | ------------ | -- |
| BW   | Ensemble Historischer Ortskern | Bischofroda, Am Kirchberg komplett; Am Kirchberg komplett; Am Vorderbach 1, 2, 3, 4, 6, 7; Schlossgasse 1, 2, 3, 4, 5, 6, 7, 8, 9; Zange 3, 5, 6 (Karte) |           |              |    |

## Einzeldenkmale nach Gemarkungen

### Bischofroda
| Bild                                    | Bezeichnung              | Lage                                     | Datierung | Beschreibung    | ID |
| --------------------------------------- | ------------------------ | ---------------------------------------- | --------- | --------------- | -- |
| BW                                      | Wohnhaus                 | Bischofroda, Am Kirchberg 1 (Karte)      |           |                 |    |
| weitere Bilder Fotos hochladen          | Evangelische Pfarrkirche | Bischofroda, Am Kirchberg 10 (Karte)     |           | mit Ausstattung |    |
| BW                                      | Kirchhof                 | Bischofroda, Am Kirchberg 10 (Karte)     |           |                 |    |
| Direkt Bild zu diesem Denkmal hochladen | Gefallenendenkmal        | Bischofroda, Am Kirchberg 10             |           |                 |    |
| Direkt Bild zu diesem Denkmal hochladen | Grabsteine               | Bischofroda, Am Kirchberg 10             |           |                 |    |
| BW                                      | Wohnhaus                 | Bischofroda, Am Kirchberg 4 (Karte)      |           |                 |    |
| BW                                      | Wohnhaus                 | Bischofroda, Am Kirchberg 5 (Karte)      |           |                 |    |
| BW                                      | Pfarrhaus                | Bischofroda, Am Kirchberg 8 (Karte)      |           |                 |    |
| BW                                      | Schule / Alte Schule     | Bischofroda, Am Kirchberg 9 (Karte)      |           |                 |    |
| BW                                      | Wohnhaus                 | Bischofroda, Am Vorderbach 3 (Karte)     |           |                 |    |
| BW                                      | Wohnhaus                 | Bischofroda, Am Vorderbach 8 (Karte)     |           |                 |    |
| BW                                      | Wohnhaus                 | Bischofroda, Eisenacher Straße 1 (Karte) |           |                 |    |
| BW                                      | Hofanlage                | Bischofroda, Mihlaer Straße 21 (Karte)   |           |                 |    |
| BW                                      | Wohnhaus                 | Bischofroda, Mihlaer Straße 48 (Karte)   |           |                 |    |
| BW                                      | Wohnhaus                 | Bischofroda, Schloßgasse 1 (Karte)       |           |                 |    |
| BW                                      | Wohnhaus                 | Bischofroda, Schloßgasse 2 (Karte)       |           |                 |    |
| BW                                      | Scheune                  | Bischofroda, Schloßgasse 2 (Karte)       |           |                 |    |
| weitere Bilder Fotos hochladen          | Schloss                  | Bischofroda, Schloßgasse 3 (Karte)       |           | mit Ausstattung |    |
| BW                                      | Wirtschaftsgebäude       | Bischofroda, Schloßgasse 5 (Karte)       |           |                 |    |
| Fotos hochladen                         | Bonifaziuskreuz          | Bischofroda, Schloßgasse 5 (Karte)       |           | Steinkreuz      |    |
| BW                                      | Hofanlage                | Bischofroda, Schloßgasse 8 (Karte)       |           |                 |    |
| BW                                      | Wohnhaus                 | Bischofroda, Schloßgasse 9 (Karte)       |           |                 |    |
| BW                                      | Wohnhaus                 | Bischofroda, Zange 2 (Karte)             |           |                 |    |
| BW                                      | Hofanlage                | Bischofroda, Zange 3 (Karte)             |           |                 |    |